# 斗牛犬

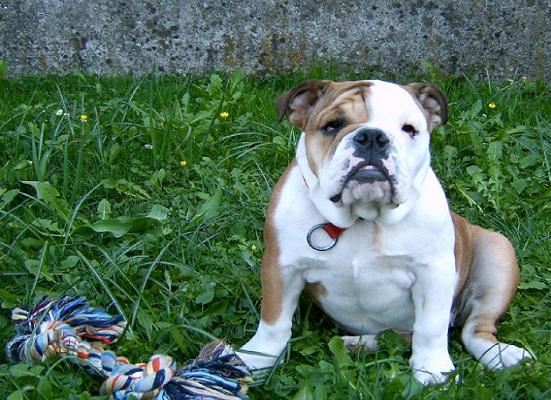
英国斗牛犬

鬥牛犬為一種中型犬種，又名老虎狗、虎頭狗、牛頭犬、牛狗，鬥牛犬一詞通常被用來稱呼英國鬥牛犬（English Bulldog 或 British Bulldog），其餘鬥牛犬種包含美國鬥牛犬（American Bulldog）、古英國鬥牛犬（Old English Bulldog）、勒維特鬥牛犬（Leavitt Bulldog）、復刻版英國鬥牛犬（Olde English Bulldogge）以及法國鬥牛犬（French Bulldog）等。

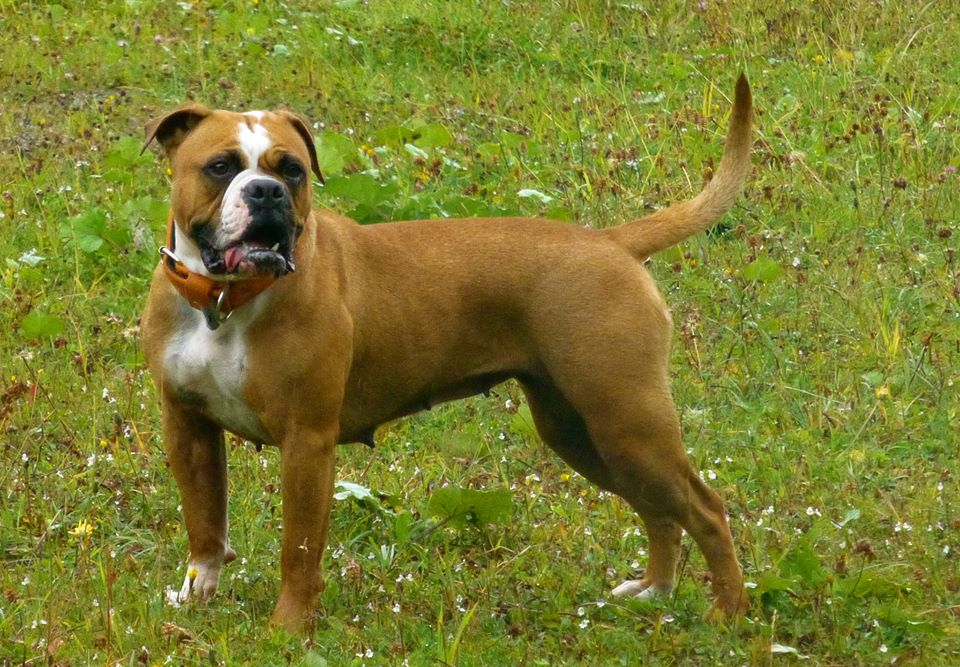
勒維特鬥牛犬

其中古英國鬥牛犬因鬥牛活動被禁止後已經滅絕；復刻版英國鬥牛犬則係由育種者於近四十餘年前起針對鬥牛犬過多遺傳疾病改良之品種，其外貌與古英國鬥牛犬近似，然性情溫和友善且健康狀況遠優於鬥牛犬；而勒維特鬥牛犬與復刻版英國鬥牛犬皆屬育種者大衛·勒維特（David Leavitt）之傑作，但他認為復刻版的後代中多數已經逐漸流失了他當初培育的品質，所以另外以自己的姓氏命名之，其血統組成包含1/2的英國鬥牛犬、1/6的美國鬥牛犬、1/6的比特犬（American Pit Bull Terrier）以及1/6的鬥牛獒犬（Bullmastiff）。
鬥牛犬係源於英國之犬品種，其犬種特徵為肌肉發達、體態穩重、臉部有皺褶、獨特的扁鼻，雄性成犬一般約23-25公斤，雌性成犬則約18-23公斤，肩高30-40厘米。英國的鬥牛犬種標準中，雄性成犬重約23公斤，雌性成犬則約18公斤；美國的鬥牛犬種標準，前者約20-25公斤，後者則約20公斤。美國畜犬協會則建議鬥牛犬體重平均應該在18-23公斤。
美國犬業俱樂部（AKC）的統計數據表明，2009年時鬥牛犬是全美第7受歡迎的品種犬，到了2013年攀升至第5，2016年位列第4。

## 外表
鬥牛犬有寬闊的頭部以及肩膀，還有較突出的下顎、皺眉頭，眼距寬、雙眼圓且色深，鼻頭上方有一層特有的皺褶，頸部下方皮膚下垂，嘴皮下垂、牙齒尖偶爾前突。鬥牛犬毛短且光滑平順，合格的配色有紅褐色、淡黃褐色、白色、虎斑色以及前四種配色之斑點混色。

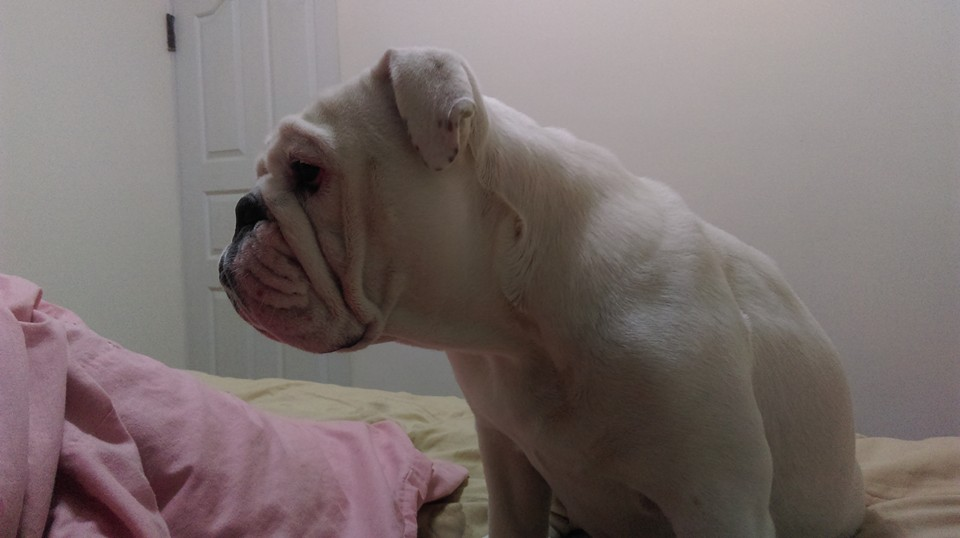
鬥牛犬突出的下顎

與其他被斷尾、剪尾的短尾犬種不同，鬥牛犬是少數天生短尾的犬種之一，其尾可能直或呈螺旋狀。美國鬥牛犬俱樂部設立的標準認為朝下的直尾會比朝上的更好。

## 性情
雖然根據美國犬業俱樂部（AKC）的描述，鬥牛犬性情應為平靜、溫和、堅決且勇敢的，其行為舉止也應屬平和穩重的。
其育種者已經致力於減少、去除此犬種的攻擊性，因此絕大多數的鬥牛犬本性都是友善、有耐心的。牠們傾向與孩童建立相當密切的關係，因此鬥牛犬被認為是極佳的家庭伴侶犬。

## 歷史
鬥牛犬一詞的前身（Bondogge、Bolddogge）在文學上首見於距今約五百年前，確實被以鬥牛犬（Bulldog）的形式記載則首見於十七世紀。

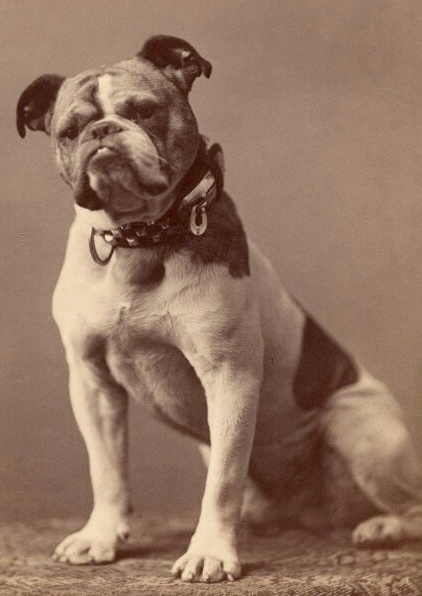
古英國鬥牛犬

鬥牛犬最早的定義係屠夫的鬥牛、熊犬。之所以如此定義，必須歸因於鬥牛犬最早的用途是以一條拴住的公牛以及數條鬥牛犬之間的搏鬥勝者作為賭博標的。能夠緊咬住公牛的鼻子並且使其倒地的鬥牛犬將是勝者，而在此過程中，因為公牛頂撞、拋甩或者踩踏致殘甚至致死的鬥牛犬亦不在少數。
因為鬥牛這項活動，致使鬥牛犬逐漸被改良為具有厚實的身軀、紮實渾重的頭部及下顎之模樣，也使得牠們的性情轉為兇殘與野蠻。十九世紀初，鬥牛、鬥熊等活動來到最盛，到了1835年因英國制定了虐待動物法來保護牲畜、家禽，二者與鬥雞均被禁止。這也是為什麼古英國鬥牛犬原來存在目的已然滅失，導致牠們徹底滅絕的日子也進入倒數計時。

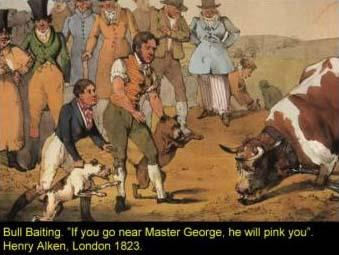
1823

然而，在大西洋遙遠的另一側，美洲新移民們則為此犬種找到了新的用途。十七世紀中期的紐約，鬥牛犬在州長的主張下扮演圍捕的部分要角。因為驅趕以及引導野牛的任務充滿危險，鬥牛犬被訓練用以攫住公牛的鼻子，作為人們得以安全將繩索綁縛住公牛脖子的保障。而鬥牛犬轉化為觀賞犬的改良也在不斷的進行中。
鬥牛犬較為晚熟，一般需要兩年半的時間才臻至成熟。鬥牛犬的壽命也相對偏短，大約五至六歲時，牠們就逐漸有老化的徵象。
最後，古英國鬥牛犬與巴哥犬混交，牠們的後代衍生出較短的身長、較寬的肩寬，還有變短的頭蓋骨。儘管這樣的產物看起來似乎相當強悍，實際上牠們根本無法承受激烈的奔跑或者被公牛拋甩，絲毫無法勝任牠們最初存在的目的，更不用說這麼短的吻部根本無法咬住任何一條牛的鼻子。
最早的單一品種犬俱樂部係1878年於英國成立之鬥牛犬俱樂部，該俱樂部的成員頻繁的在倫敦牛津街的酒館會面，他們建立起此品種第一個標準態樣。1894年，當時兩條最出色的鬥牛犬以二十英里的競賽來決定孰優孰劣。最終，更偏向古英國鬥牛犬骨輕、運動能力卓越特徵之一方於完賽後勝出，而更偏向現存英國鬥牛犬，亦即體型較小、體重較重的一方則在途中倒地。美國畜犬協會最早於1886年確立了鬥牛犬的品種。
進入二十世紀初，當時的冠軍犬羅尼·史東（Ch. Rodney Stone）成為首隻賣價五千美金以上的鬥牛犬。

## 健康
2004年的一份英國研究針對180隻鬥牛犬的死亡提出報告，研究對象平均壽命約6年又3月，致死最高的原因是心臟問題(20%)，其次則為腫瘤(18%)以及自然老死(9%)。其中自然老死的對象平均壽命約10至11年。2013年另一份英國獸醫診所提出的研究報告指出，26個研究對象平均壽命為8.4年，第一以及第三4分位數分別為3.2年以及11.3年。英國育種協會的網站中則指出鬥牛犬平均壽命約8至10年。
動物整形外科基金會針對1979年至2009年這三十年間的467隻鬥牛犬對象的統計則顯示，其中73.9%的鬥牛犬受到髖關節發育不良所苦，是所有品種犬中最高者。另一份類似的結果也在英國獸醫師協會以及畜犬協會髖關節發育不良的評分表中顯示，鬥牛犬得到所有犬種的最低分。此外6.2%的鬥牛犬也苦於臏骨脫位的問題。
部分的鬥牛犬個體中也顯示容易有指間囊腫的問題，此症狀會致使患犬有些微不適，但無論獸醫或者較有經驗的飼主都可以將該症狀治癒。鬥牛犬亦可能有呼吸系統的問題，其他常見的問題也包含櫻桃眼，也就是內眼瞼突出的症狀，獸醫師可以矯正這個症狀。還有過敏、老年犬髖關節的相關問題等亦屬常見。
超過八成的鬥牛犬需要以剖腹產的方式生產，因為牠們頭部大的典型特徵導致牠們的仔犬極可能會卡在母犬的產道內。鬥牛犬臉上的皺褶或者說牠們臉上的條紋必須每日清潔以免濕氣可能造成的感染。部分鬥牛犬自然捲曲又緊貼身體的尾巴也需要定期清潔以及上藥。
與所有犬種一樣，鬥牛犬需要日常運動。如果疏於運動，牠們很容易就有體重過重的毛病，這也可能會是心肺疾病的成因，同時也是關節的一大負擔。
鬥牛犬呼吸道狹窄，這使得牠們很難透過呼吸來散熱，牠們對過高的氣溫非常敏感，因此夏天以及較溫暖的氣候中就得格外的謹慎注意。永遠需要充足的飲水以及陰涼遮蔽，避免高溫直射的環境，空調以及良好的通風是保持牠們健康的必要條件。鬥牛犬排汗的途徑大多來自於牠們腳底的肉墊，所以牠們更喜歡涼爽的地面。這些短鼻或者說扁臉犬類非常容易體溫過高甚至死於熱衰竭，飼主其實完全可以藉由避開某些環境條件來保護飼犬。牠們很可能呼吸沉重，睡覺打呼也屬常見。
2014年荷蘭畜犬協會施行了幾項育種規則希冀提升鬥牛犬種的健康。其中之一是體能測驗，測試犬必須在12分鐘內走完一公里的距離，完成後的15分鐘之內，測試犬的體溫以及心率必須恢復正常。2009年元月，英國BBC "揭露純種犬" 的紀錄片推出後，英國畜犬協會釋出了包含英國鬥牛犬在內共210個犬種標準的校正來克服純種犬可能的健康疑慮，然而受到了英國鬥牛犬協會的反對。媒體推測其反對的原因可能是如此一來必須將鬥牛犬的頭部縮小、減少牠們皮膚的縐褶、拉長牠們的扁鼻、更高的身軀以及更瘦削的體格，徹底顛覆現存的特質用以對抗牠們大頭以及肩寬特性可能必須面對呼吸系統以及育種可能的麻煩。